# ابراهیم محمدعلی پاشا
ابراهیم محمدعلی پاشا ((به ترکی استانبولی: Kavalalı İbrahim Paşa); زاده ۱۷۸۹ – درگذشته ۱۰ نوامبر ۱۸۴۸) یک سیاست‌مدار اهل مصر بود. وی پسر بزرگ محمد علی پاشا و دومین حاکم مصر از خاندان محمد علی است.